# Wilhelm Hollender
Wilhelm Hollender (ur. 24 września 1922 w Czarnym Dunajcu, zm. 28 maja 1994 w Warszawie) – polski filmowiec, producent i scenarzysta.

## Kariera
Jako kierownik produkcji współpracował w latach 50. przy realizacji takich filmów, jak: Pożegnania (reż. Wojciech Jerzy Has) czy Zezowate szczęście (reż. Andrzej Munk). W 1962 był kierownikiem produkcji podczas kręcenia Pasażerki w reżyserii Andrzeja Munka i Witolda Lesiewicza, zaś w 1966 Sublokatora w reżyserii Janusza Majewskiego. Uczestniczył w realizacji takich produkcji w reżyserii Jerzego Hoffmana, jak: Pan Wołodyjowski (1969), Potop (1974), Trędowata (1976), Znachor (1981), Wedle wyroków twoich... (1983). W 1985 był kierownikiem produkcji przy realizacji Podróży Pana Kleksa w reżyserii Krzysztofa Gradowskiego. Wraz z Włodzimierzem Gołaszewskim napisał w 1994 scenariusz, według którego zrealizowano film dokumentalny Wizja lokalna - nie powinno nas być wśród żywych o losach więźniów niemieckiego obozu koncentracyjnego Auschwitz.
W 1978 filmowiec otrzymał wraz z Jerzym Hoffmanem, Zbigniewem Safjanem i Jerzym Gościkiem Nagrodę Ministra Obrony Narodowej I stopnia za film Do krwi ostatniej.... Hollender został odznaczony m.in. w 1983 Krzyżem Kawalerskim Orderu Odrodzenia Polski oraz w 1986 Krzyżem Oświęcimskim.

## Życie prywatne
Mąż pisarki Barbary Seidler, ojciec dziennikarki Barbary Hollender.
Pochowany na Cmentarzu Wojskowym na Powązkach w Warszawie (kwatera A22-6-25).